# Kanagasabai Pathmanathan
Kanagasabai Pathmanathan (* 30. Mai 1948; † 21. Mai 2009 in Tamil Nadu, Indien) war ein sri-lankischer Politiker und gehörte von April 2004 bis zu seinem Tod dem Parlament von Sri Lanka an.
Pathmanathan wurde April 2004 für die Tamil National Alliance in das Parlament von Sri Lanka gewählt. Vor seiner Wahl war er als District Manager bei der National Housing Development Authority tätig. Pathmanathan war verheiratet.